# AR Motorsport
AR Motorsport – holenderski zespół wyścigowy, założony w 1992 roku. W historii startów ekipa pojawiała się w stawce Północnoeuropejskiego Pucharu Formuły Renault 1.6, Formuły Opel Benelux, Niemieckiej Formuły Opel, Europejskiej Formuły Opel, Formuły Renault Benelux, Europejskiego Pucharu Formuły Renault 2.0 oraz Międzynarodowej Formuły Master. Siedziba zespołu znajduje się w Haarlem.

## Starty

### Europejski Puchar Formuły Renault 2.0
W 2000 roku ekipa startowała jako A.R. Motorsport
| Rok  | Bolid          | Kierowcy              | Wyścigi | Wygrane | PP | NO | Pkt | M.K. | M.Z. |
| ---- | -------------- | --------------------- | ------- | ------- | -- | -- | --- | ---- | ---- |
| 2000 | Tatuus-Renault | Sebastian Visser      |         | 0       | 0  | 0  | 0   | NS†  | NS†  |
| 2002 | Tatuus-Renault | Ferdinand Kool        | 1       | 0       | 0  | 0  | 0   | 44   | 10   |
| 2002 | Tatuus-Renault | Charles Hall          | 1       | 0       | 0  | 0  | 10  | 19   | 10   |
| 2003 | Tatuus-Renault | Paul Meijer           | 8       | 1       | 0  | 0  | 84  | 4    | 6    |
| 2004 | Tatuus-Renault | Paul Meijer           | 17      | 0       | 0  | 0  | 174 | 6    | 6    |
| 2004 | Tatuus-Renault | Yelmer Buurman        | 15      | 0       | 0  | 0  | 4   | 28   | 6    |
| 2004 | Tatuus-Renault | Xavier Maassen        | 9       | 0       | 0  | 0  | 2   | 30   | 6    |
| 2005 | Tatuus-Renault | Allan Hellmeister     | 10      | 0       | 0  | 0  | 31  | 11   | 10   |
| 2005 | Tatuus-Renault | Carlos Iaconelli      | 2       | 0       | 0  | 0  | 0   | 40   | 10   |
| 2006 | Tatuus-Renault | Duarte Félix da Costa | 8       | 0       | 0  | 0  | 0   | 32   | 16   |
| 2006 | Tatuus-Renault | Mervyn Kool           | 4       | 0       | 0  | 0  | 2   | 24   | 16   |

† – zawodnik nie był zaliczany do klasyfikacji.